# Next Summer
Next Summer è un singolo del cantante italiano Damiano David, pubblicato il 28 febbraio 2025 come terzo estratto dal primo album in studio Funny Little Fears.
Il brano, che era stato già presentato dal cantante durante il suo concerto di debutto al Poisson Rouge di New York il 29 ottobre 2024, ha sonorità pop che si distaccano nettamente da quelle dei Måneskin.

## Video musicale
Il video musicale è stato pubblicato in concomitanza con l'uscita del brano attraverso il suo canale YouTube ed è stato girato dal duo YouNuts! all'interno di un carcere..

## Tracce
Testi e musiche di Damiano David, Sarah Hudson, Mark Schick e Jason Evigan.
1. Next Summer – 2:45

## Classifiche
| Classifica (2025) | Posizione massima |
| ----------------- | ----------------- |
| Belgio (Fiandre)  | 6                 |
| Belgio (Vallonia) | 8                 |
| Bielorussia       | 5                 |
| Estonia           | 23                |
| Francia           | 52                |
| Grecia            | 46                |
| Italia            | 50                |
| Kazakistan        | 4                 |
| Moldavia          | 6                 |
| Polonia           | 86                |
| Romania           | 9                 |
| Russia            | 15                |
| Svizzera          | 60                |